# Riverside Church
Riverside Church es una iglesia interdenominacional, situada al norte de Manhattan, en la ciudad de Nueva York. Se encuentra en Morningside Heights, entre Riverside Drive y Claremont Avenue; y entre las calles 120 y 122. Ella está afiliada a las Iglesias Bautistas Americanas USA y la Iglesia Unida de Cristo.

## Historia
La iglesia tiene sus orígenes en la Iglesia Bautista de Mulberry Street fundada en 1823, que pasó a llamarse Iglesia Bautista de la Quinta Avenida en 1866.
El edificio actual de la Iglesia de Riverside fue construido por instigación del magnate petrolero John D. Rockefeller Jr. y el pastor bautista Harry Emerson Fosdick en 1927, utilizando el modelo de la catedral de Chartres.· Sus planos fueron dibujados por el gabinete de arquitectos Allen, Pelton and Collens. Fue inaugurado en 1930.
En 1960, la iglesia votó para convertirse en miembro de una segunda denominación, la Iglesia Unida de Cristo.
En 2020, la iglesia tendría una asistencia de 2.500 personas.
Numerosas personalidades han hecho discursos en este iglesia, entre ellos Martin Luther King; Nelson Mandela; Fidel Castro; y el secretario general de las Naciones Unidas, Kofi Annan (después de los atentados del 11 de septiembre de 2001).

## Imágenes

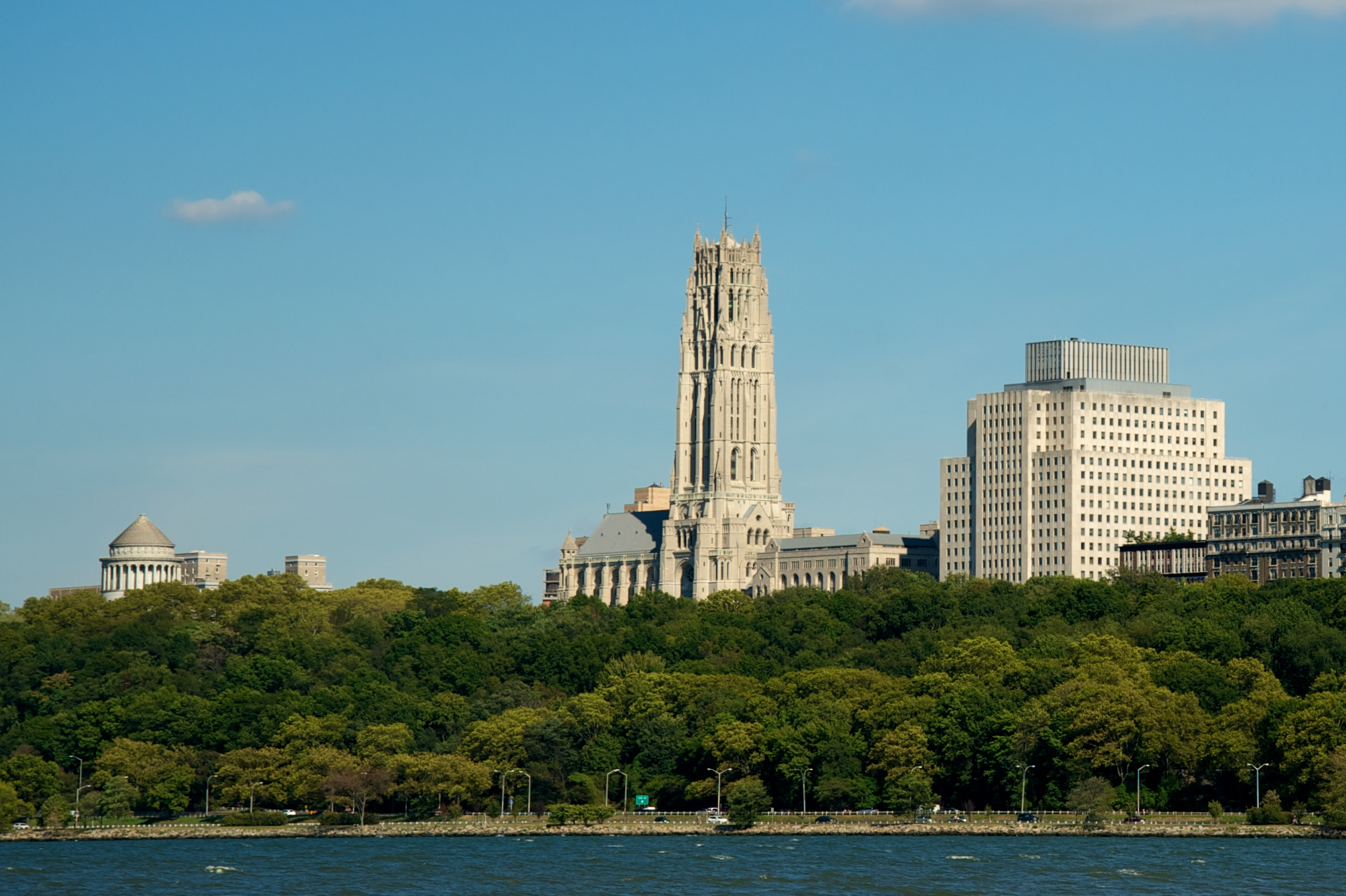
Vista desde el río Hudson
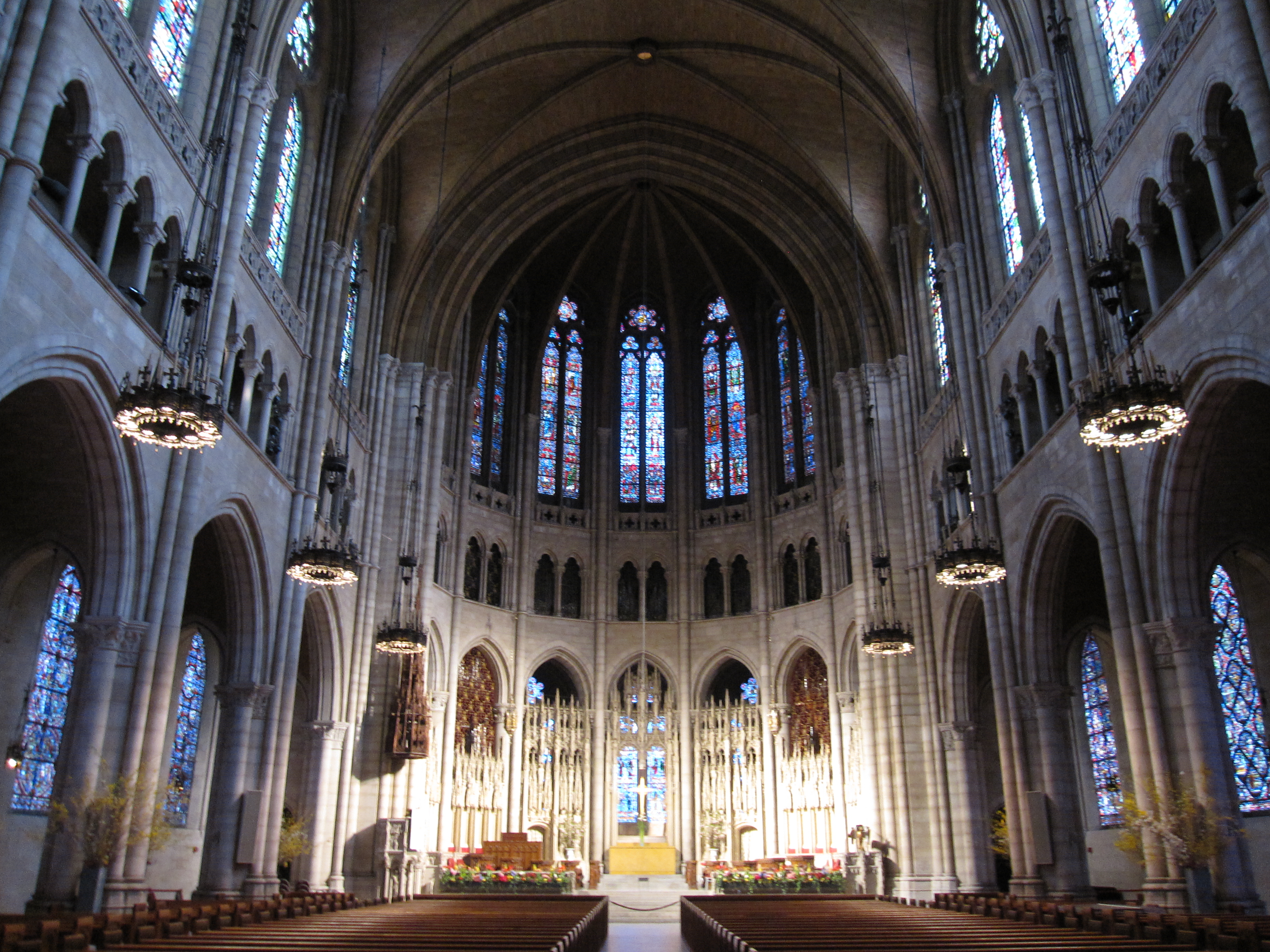
Interior